# Tekantó
Tekantó es una localidad del estado de Yucatán, México, cabecera del municipio homónimo ubicada aproximadamente 50 kilómetros al este de la ciudad de Mérida, capital del estado y 15 km al noroeste de la ciudad de Izamal.

## Toponimia
El toponímico Tekantó significa en idioma maya el lugar del kantó, por derivarse de los vocablos Te, ahí, lugar y kantó, el nombre de un árbol común en la región.

## Datos históricos
Tekantó está enclavado en el territorio que fue la jurisdicción de los Ah Kin Chel antes de la conquista de Yucatán.
Sobre su fundación no se tienen datos exactos. Durante la colonia estuvo bajo el régimen de las Encomiendas, entre las cuales la de Don Diego Sánchez en 1581; la de Doña Antonia Pacheco y Don Juan N. Calderón en 1700.  
En 1825, después de la independencia de Yucatán, Tekantó pasó a formar parte del Partido de la Costa, teniendo como cabecera a la ciudad de Izamal. 

## Sitios de interés turístico
En Tekantó se encuentra una parroquia en honor de San Agustín, construida en el siglo XVIII; una capilla en honor de San Román de la que no se conoce la fecha exacta de su construcción, pero data de la época de la colonia. También, cerca de la localidad, están las ex haciendas: Mucuyché y Sonlatah.

## Galería

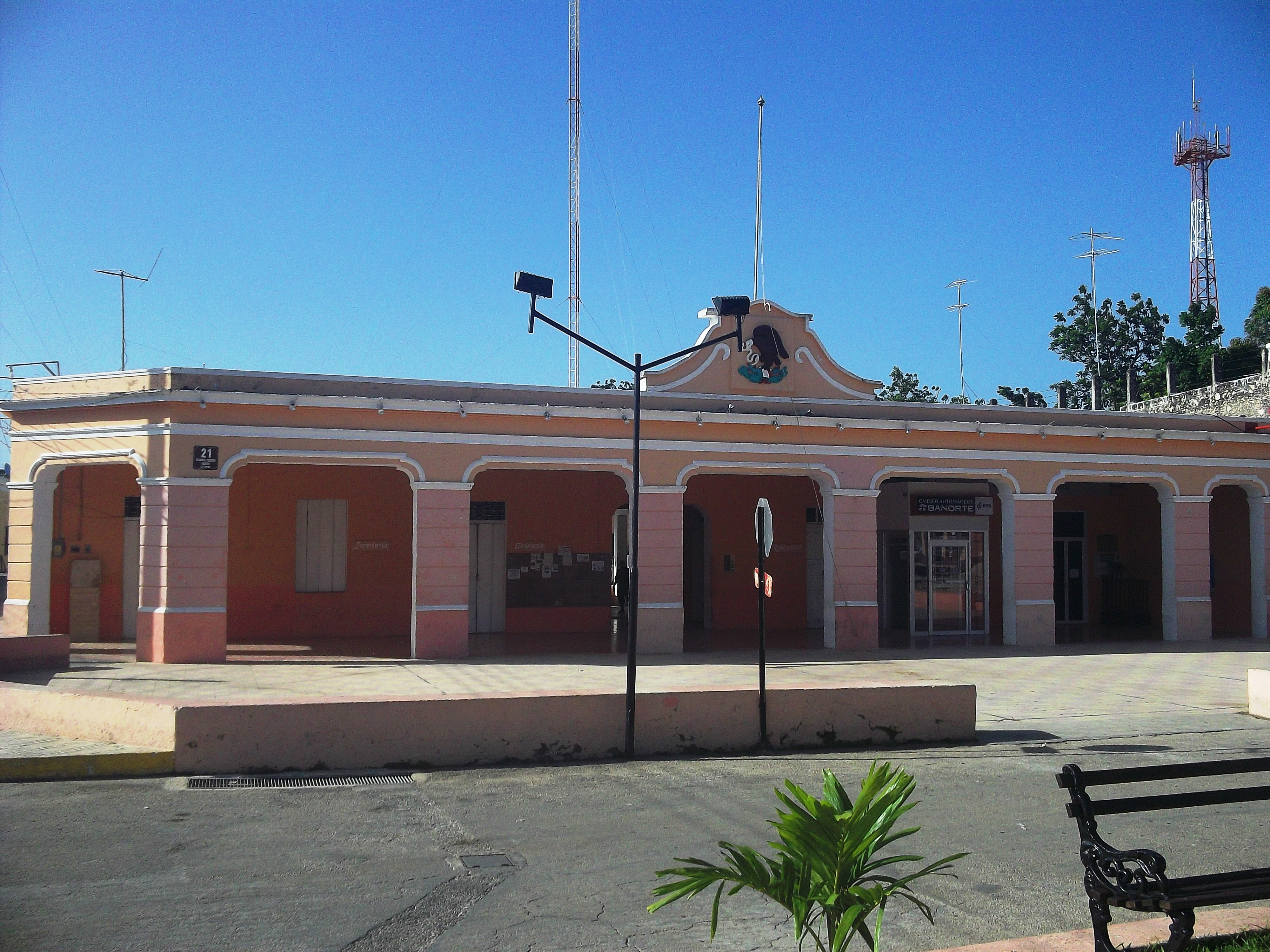
Palacio municipal de Tekantó.
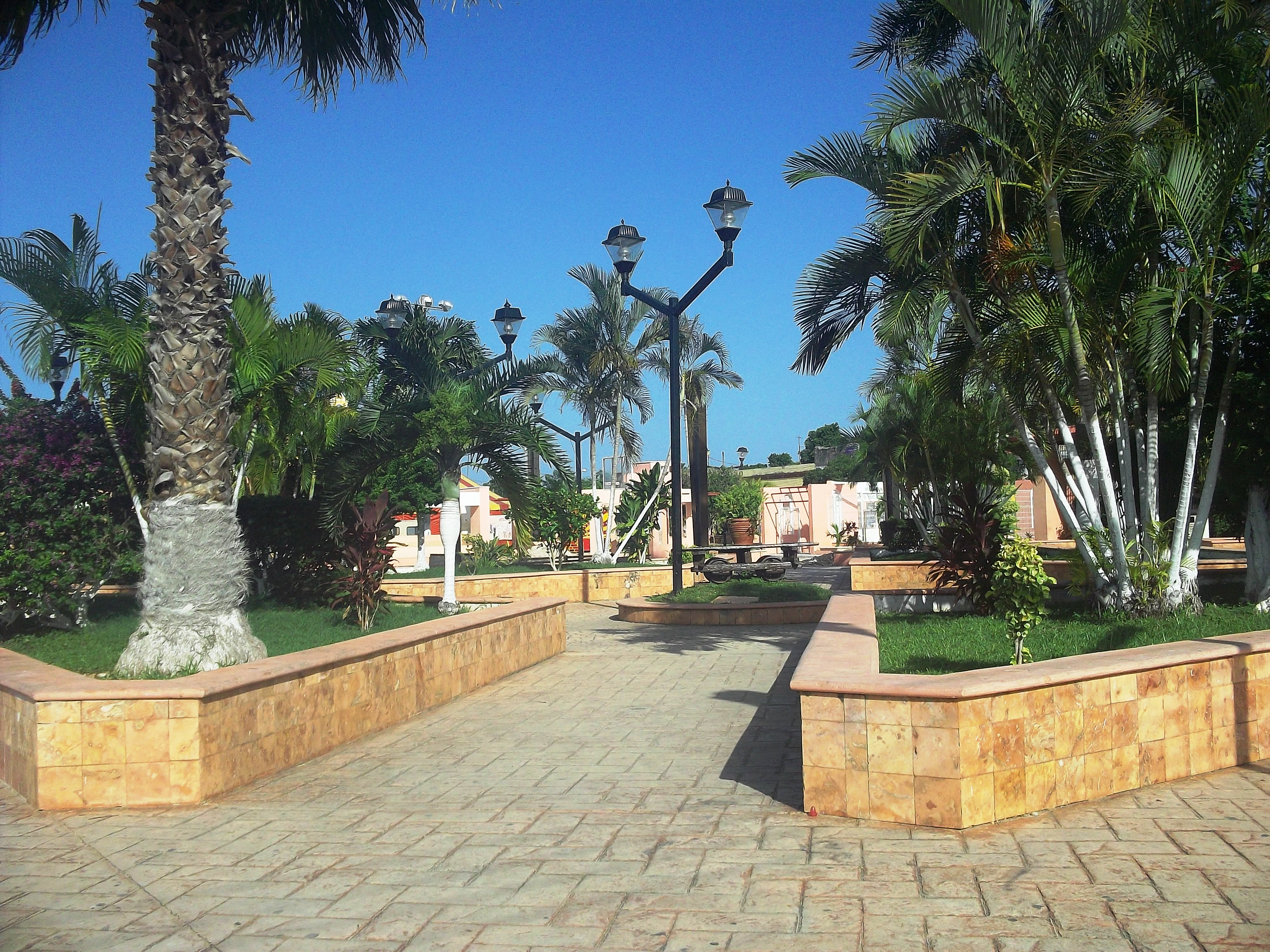
Parque principal de Tekantó.
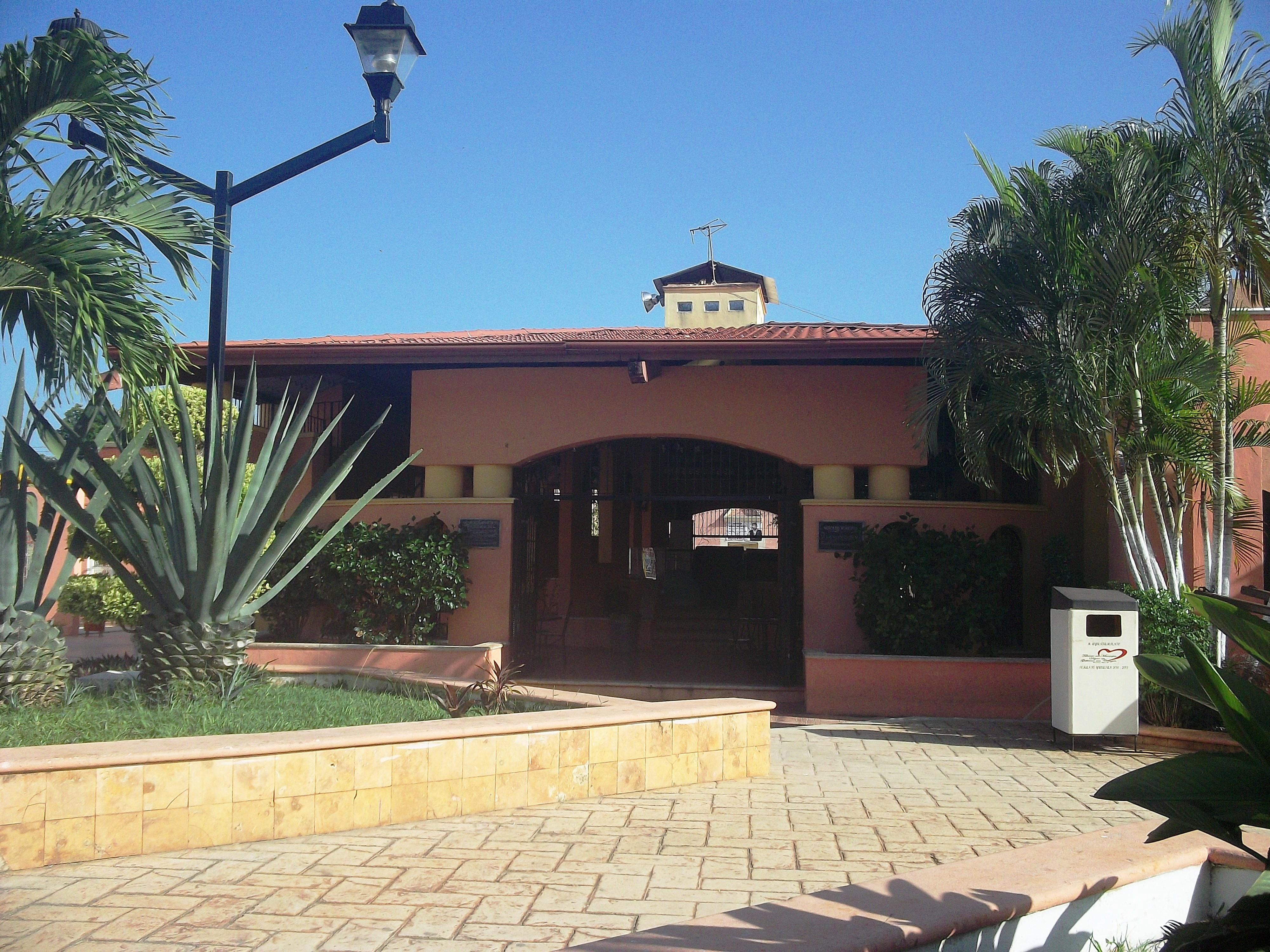
Mercado municipal de Tekantó.
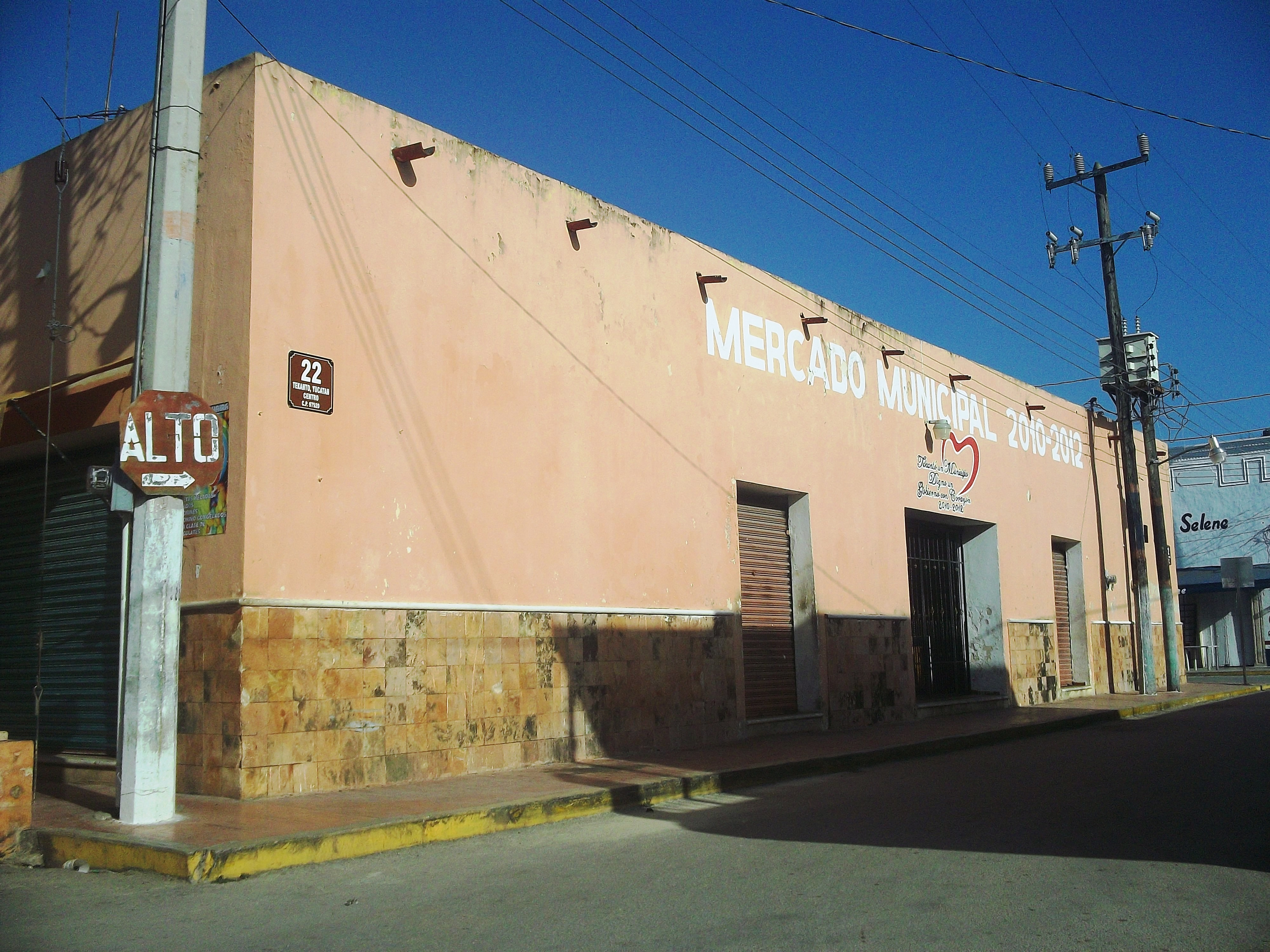
Mercado municipal de Tekantó.
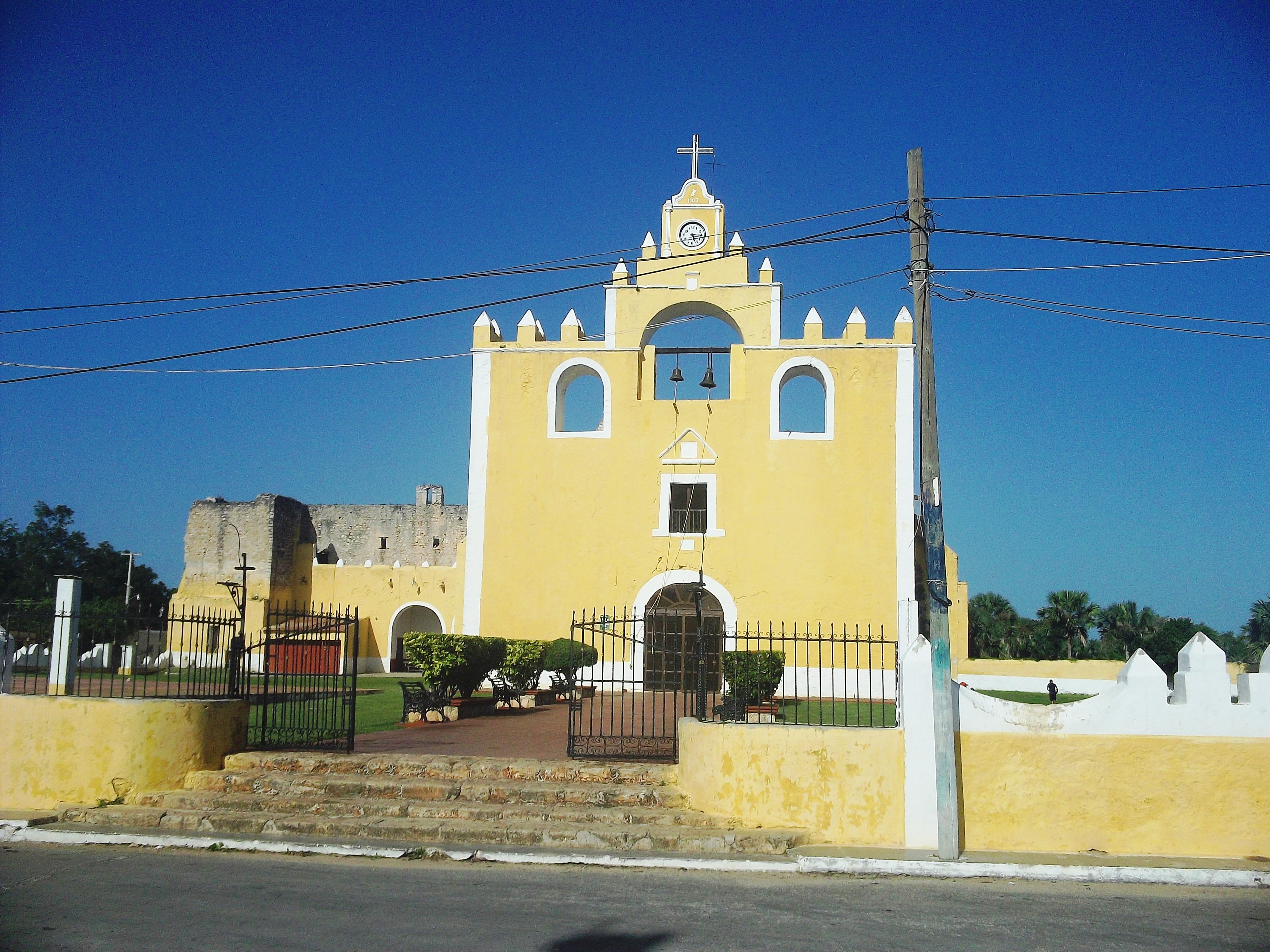
Iglesia principal de Tekantó.
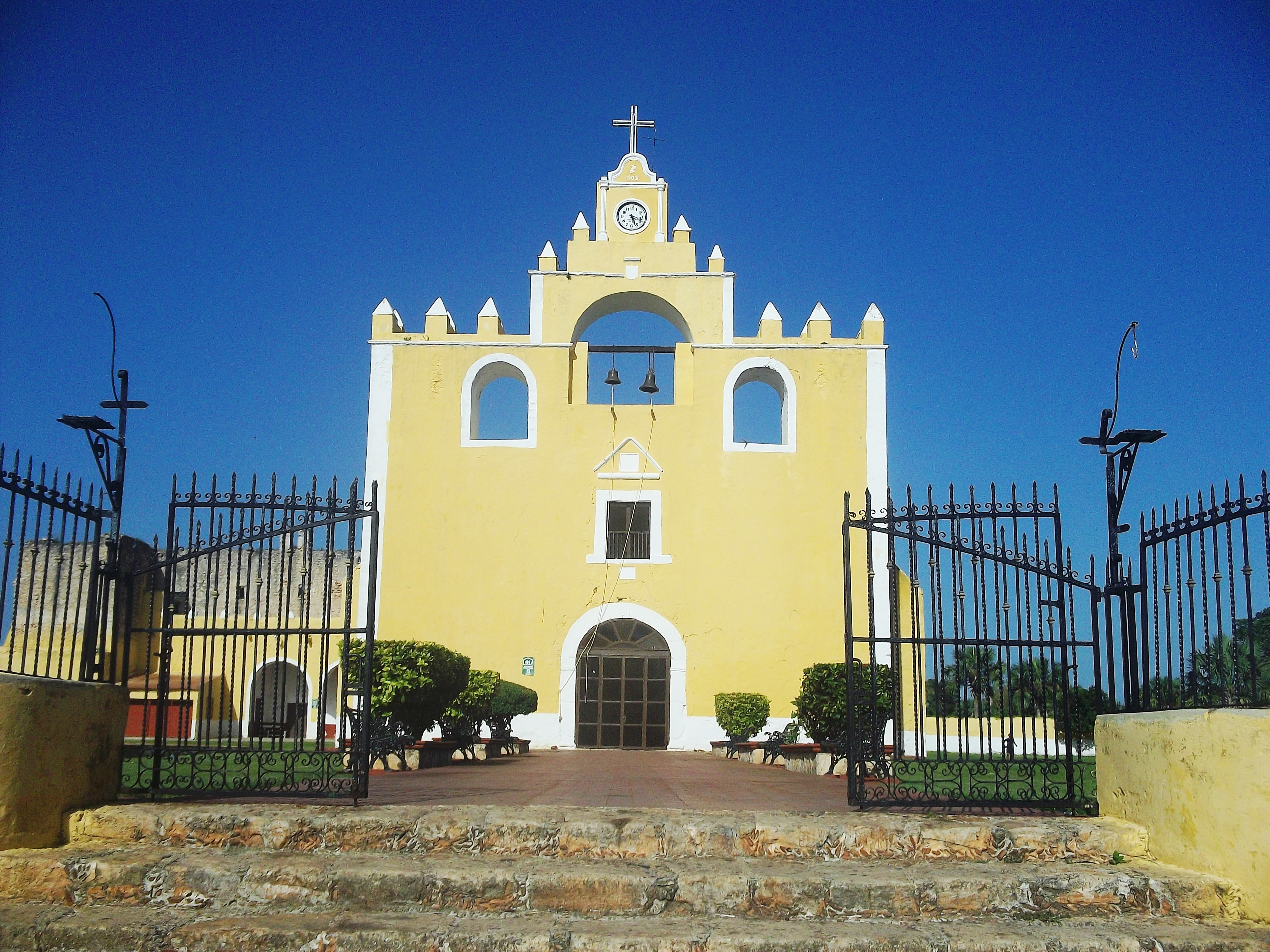
Iglesia principal de Tekantó.
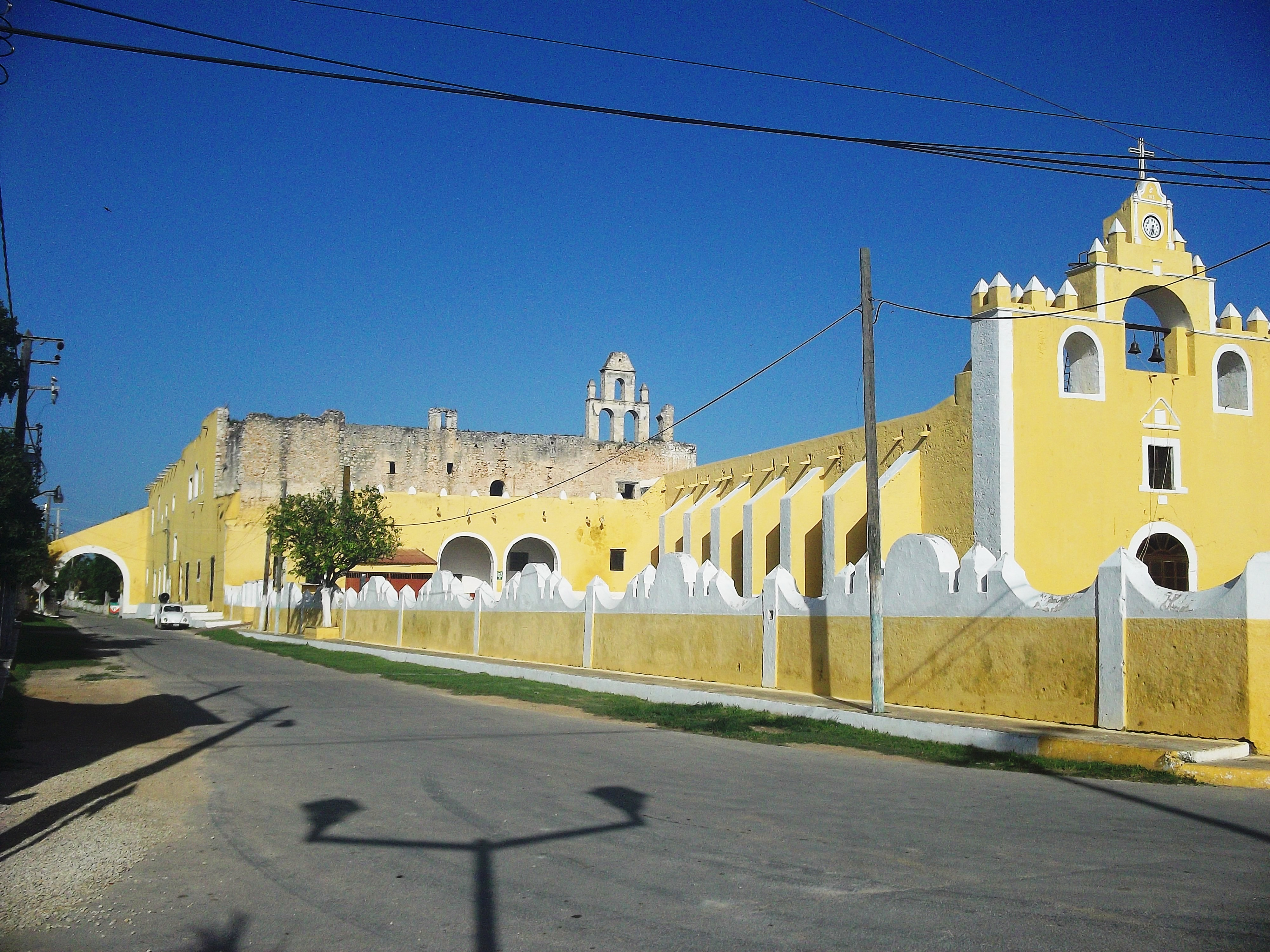
Iglesia principal de Tekantó.
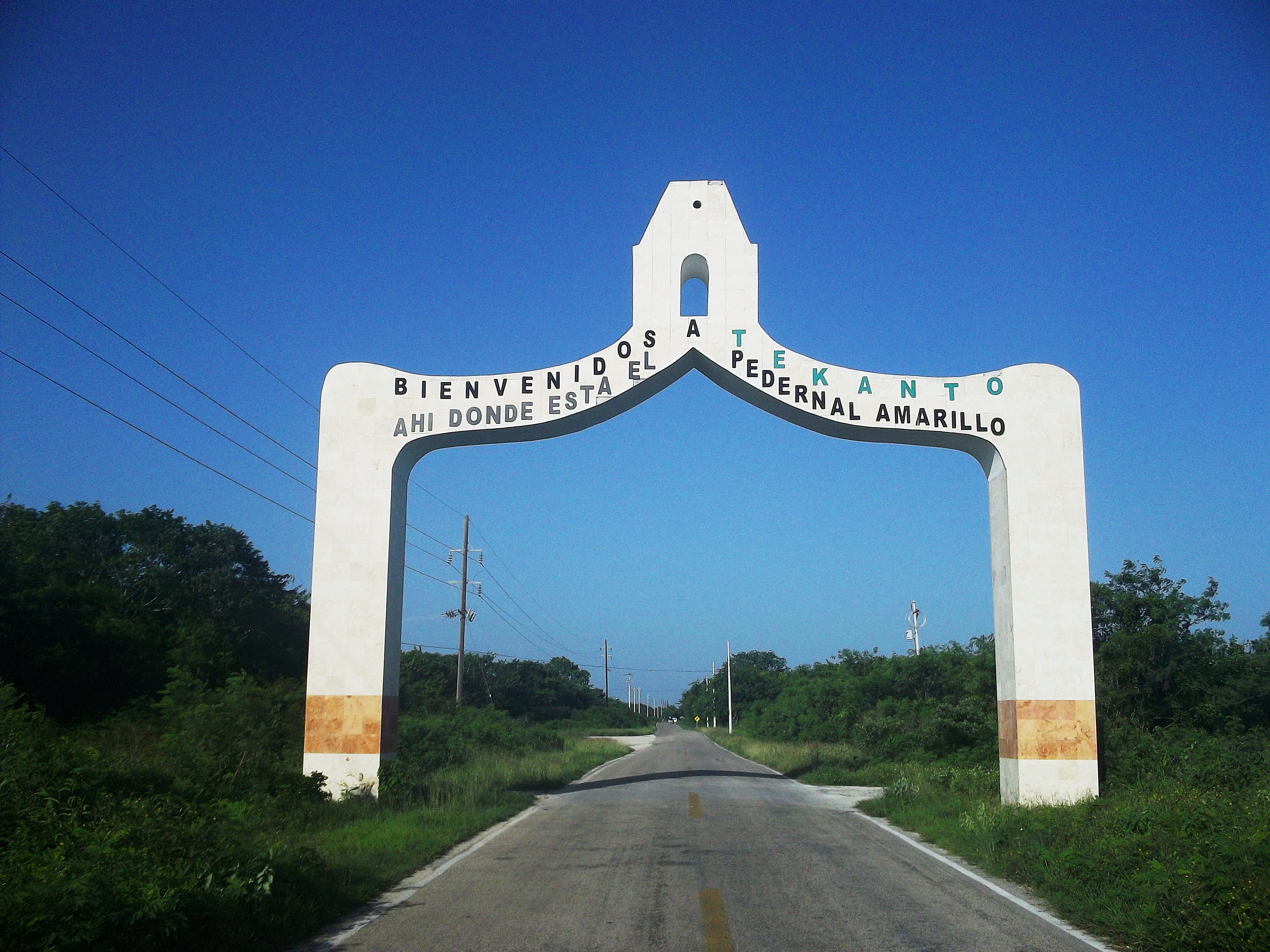
Entrada a Tekantó.
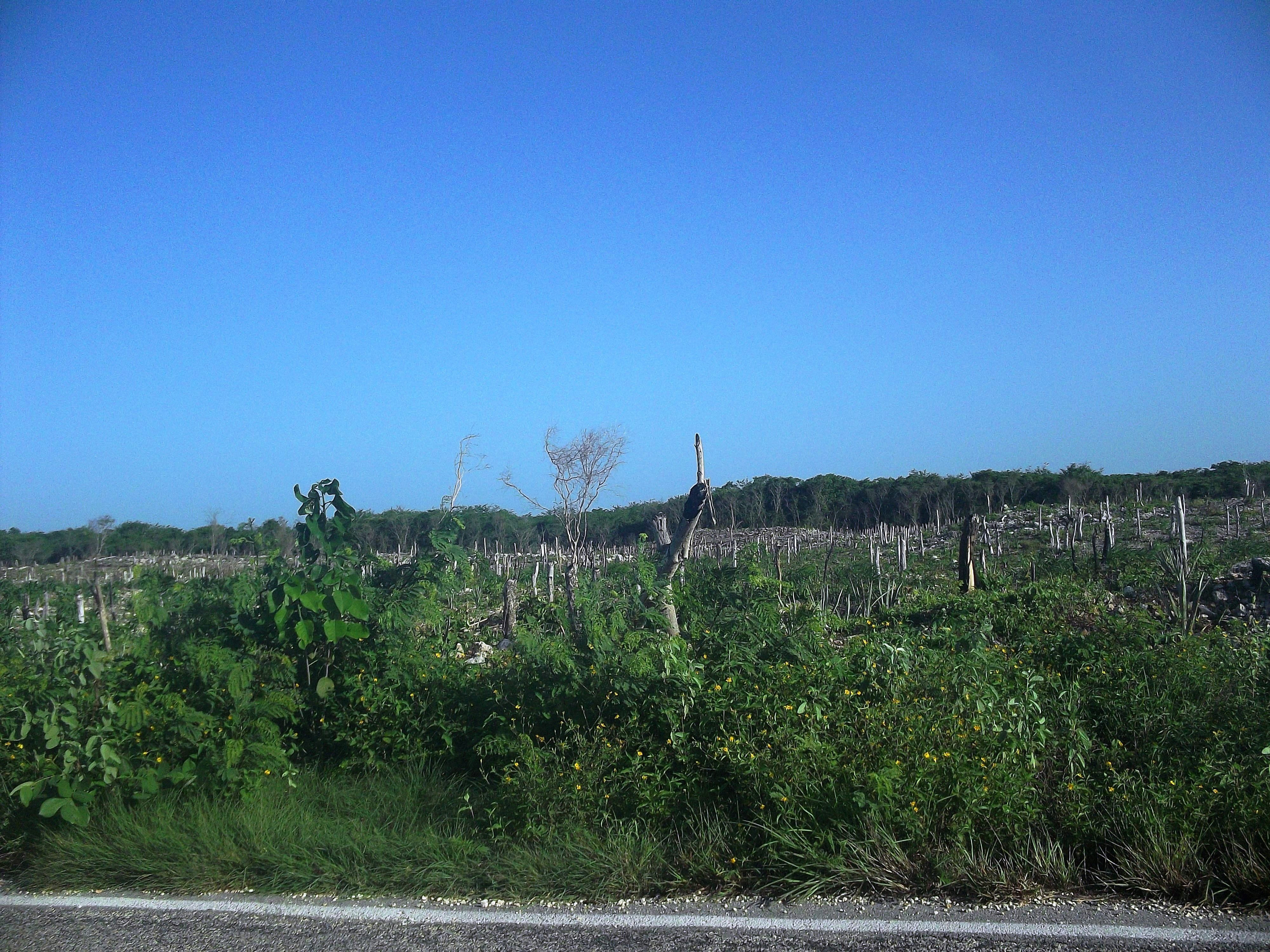
Terrenos cercanos a Tekantó.
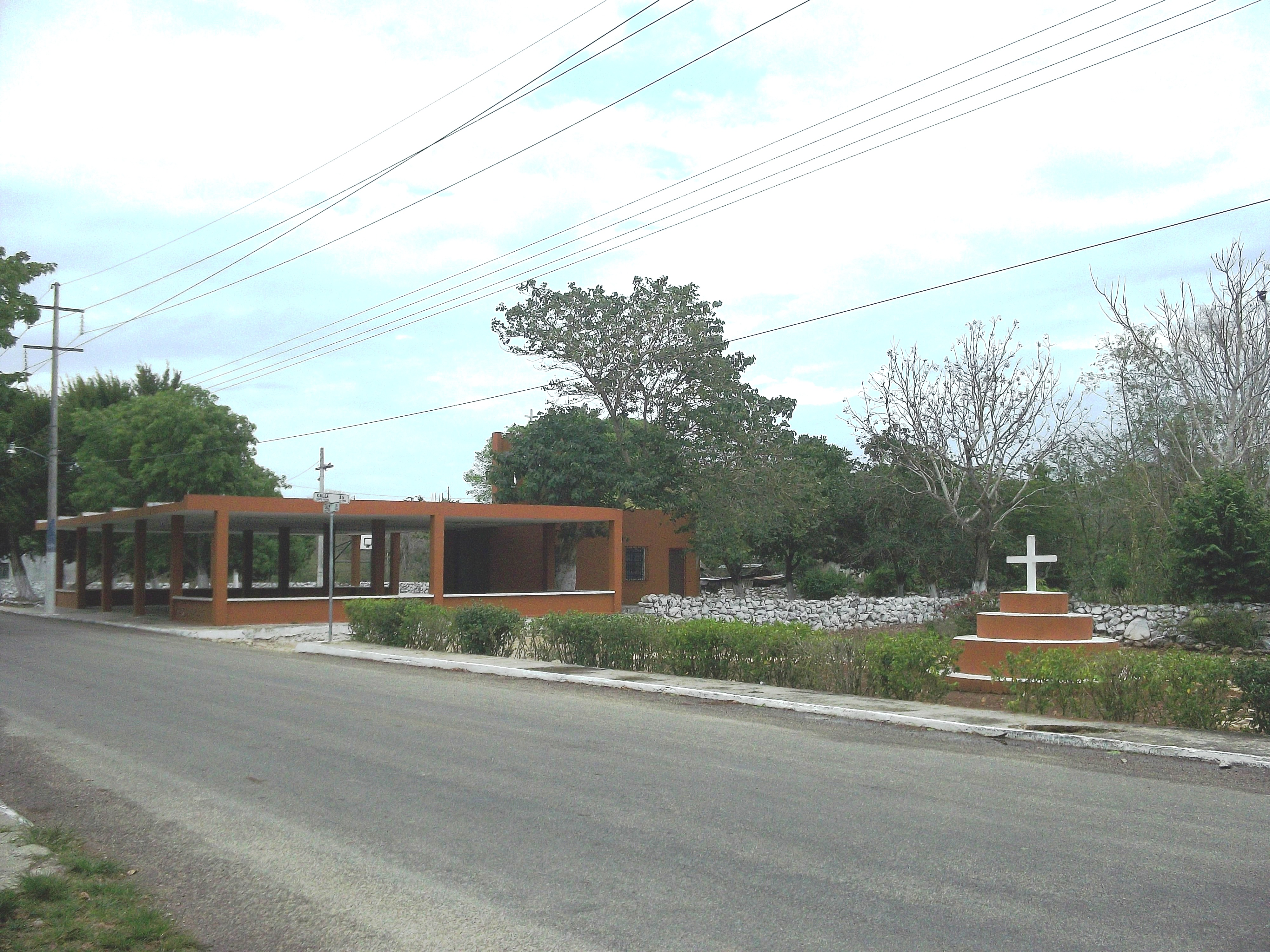
Capilla de San Román.
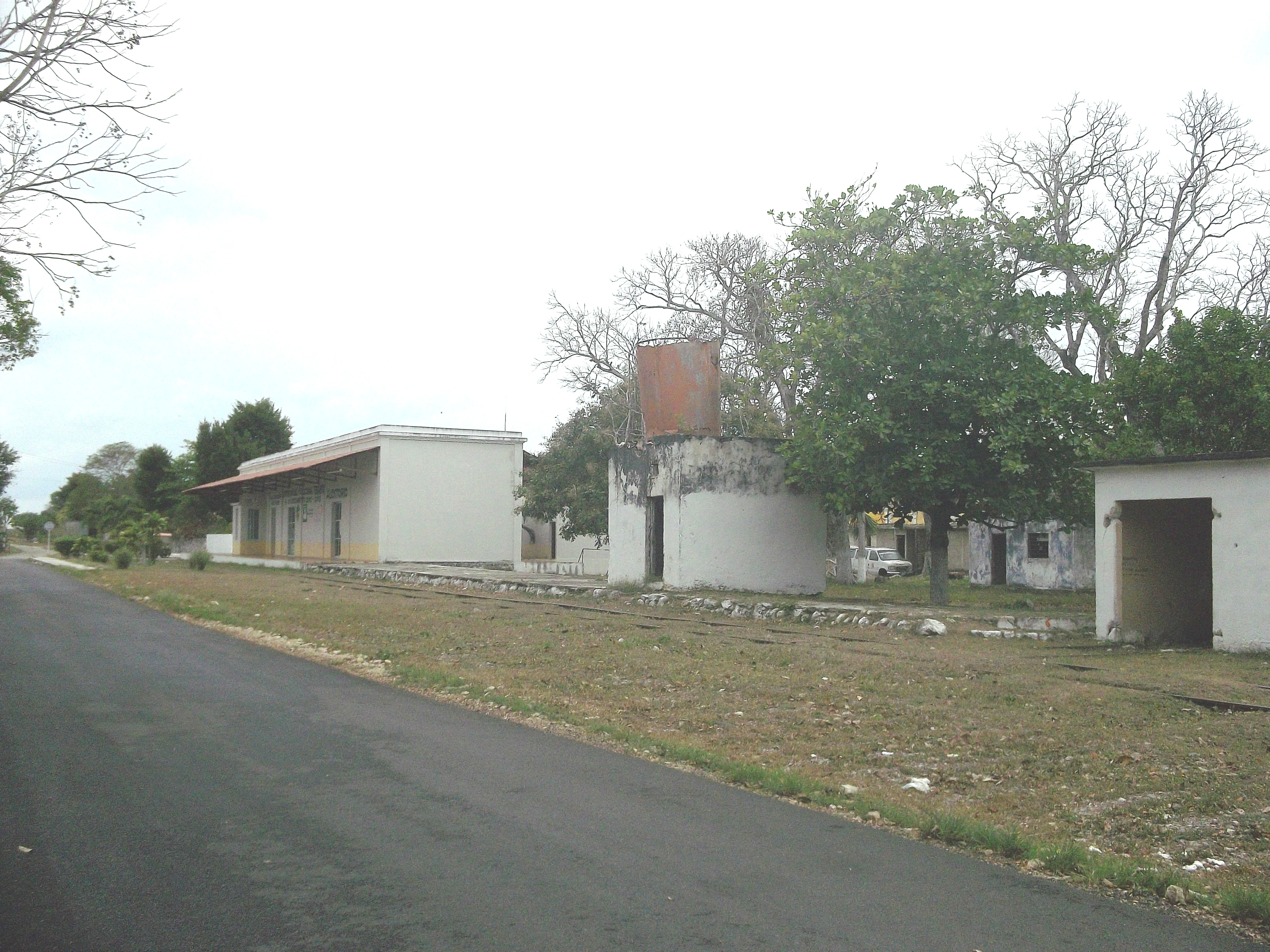
Centro social y cultural.